# جون إس. باري
جون إس. باري (بالإنجليزية: John S. Barry)‏ هو سياسي أمريكي، ولد في 29 يناير 1802 في Amherst, New Hampshire ‏ في الولايات المتحدة، وتوفي في 14 يناير 1870 في كونستانتين في الولايات المتحدة. نشط حزبياً في الحزب الديمقراطي. وقد انتخب عضو مجلس ولاية ميشيغان وانتخب حاكم ميشيغان ‏ (3 يناير 1842 – 5 يناير 1846).